# Wahlforschung
Die Wahlforschung (selten auch Psephologie; von altgriechisch psephos ψῆφος, 'Kieselstein' – diese wurden im antiken Griechenland als Stimmzettel benutzt) setzt sich mit der wissenschaftlichen Untersuchung von politischen Wahlen auseinander. Die Wahlsoziologie – auch bekannt als empirische Wahlforschung – ist ebenso Teil des Forschungsgebiets wie die Wahlsystem- und Wahlrechtsforschung.
Zur Wahlforschung tragen akademische Wahlforscher und Forscher von kommerziellen Instituten bei. Zwischen beiden gibt es enge Verbindungen. Beide verfolgen jedoch durchaus unterschiedliche Ziele, was sich in unterschiedlichen Arbeitsschwerpunkten niederschlägt. Kommerzielle Wahlforscher legen großen Wert auf die Erhebung gut geeigneter Daten und die Beschreibung von Wahlverhalten. Beispielsweise erheben kommerzielle Institute in regelmäßigen Abständen die aktuelle politische Stimmung der Bevölkerung, unter anderem mit der Sonntagsfrage, und die Stimmung zu bestimmten Themen oder Personen. An den Wahltagen werden mit Wahltagsbefragungen (exit polls) Daten für Hochrechnungen und Prognosen erhoben. Akademische Wahlforscher legen im Vergleich dazu größeren Wert darauf, Wahlverhalten nicht nur zu beschreiben, sondern es auch zu erklären. Akademische Wahlforscher sind in Deutschland in der Deutschen Gesellschaft für Wahlforschung (DGfW) organisiert.

## Die Wahlsystemforschung
Die Wahlsystemforschung setzt sich im Wesentlichen mit drei Fragenbündeln auseinander: der Beschreibung und Klassifizierung von Wahlsystemen, der Entstehung und Entwicklung von Wahlsystemen und ihrer Komponenten sowie mit den Wirkungen von Wahlsystemen. Für Beschreibung und Klassifizierung dienen häufig die Größe des Wahlkreises, die Form der Kandidatur, das Stimmgebungsverfahren und das Stimmverrechnungsverfahren als wichtige Unterscheidungskriterien. Dieses Forschungsfeld wurde infolge der Weiterentwicklung bestehender Wahlsysteme über die Grenzen der klassischen Typen der Mehrheits- und Verhältniswahl hinaus und unterschiedliche Versuche, diese Subtypen zu typisieren, unübersichtlicher. Gleichzeitig führten Reformen an den Wahlsystemen in bestehenden Demokratien, wie Neuseeland und Japan, sowie die Entwicklung der neuen Demokratien in Mittel- und Osteuropa zu einer verstärkten Forschung auf dem Gebiet. Dabei werden kaum noch klassische Systeme beobachtet, sondern Mischtypen, sogenannte „Mixed Member Systems“.
Zur Erforschung der Entstehung und Entwicklung von Wahlsystemen haben Einzelfallsanalysen und quantitativ-statistische Untersuchungen beigetragen. Sie zeigen unter anderem, dass Parteienkonstellationen und kulturelle Faktoren eine wichtige Rolle spielen.
In Untersuchungen zu den Wirkungen von Wahlsystemen werden unter anderem deren Einflüsse auf das Verhältnis von Stimm- und Mandatsanteilen, das Verhalten von Wahlberechtigten, das Verhalten von Kandidaten und Amtsinhabern, etwa bei der Regierungsbildung, die Entwicklung von Parteiensystemen sowie die Entwicklung und Stabilität politischer Systeme betrachtet.

## Die Empirische Wahlforschung

### Erklärungsansätze und Theorien
Zur Erklärung von Wahlverhalten werden verschiedene Ansätze und Theorien verwendet. Eine wichtige Rolle spielen dabei soziologisch, psychologisch und ökonomisch orientierte Ansätze.
Der mikrosoziologische Ansatz im Anschluss an Paul F. Lazarsfeld und dessen Kollegen (The People’s Choice) erklärt Wahlverhalten mit den parteipolitischen Normen, mit denen eine Person in ihrer (Primär-)Umgebung in Berührung kommen. Personen, die regelmäßig mit Menschen kommunizieren, die eine bestimmte Partei bevorzugen, sollten nach dieser Vorstellung ebenfalls für diese Partei stimmen. Das Wahlverhalten von Personen, die unterschiedlichen parteipolitischen Normen ausgesetzt sind, ist mit diesem Ansatz nicht vorherzusagen. Sie stehen unter „cross-pressures“ und neigen – so die Annahme – zu Wahlenthaltung und Wechselwahl.
Der makrosoziologische Ansatz im Anschluss an Seymour Martin Lipset und Stein Rokkan führt Wahlverhalten auf die Positionierung von Personen in gesellschaftlichen Konfliktlinien zurück (Cleavage-Theorie). Für die Bundesrepublik prägend sind vor allem die sozioökonomische und die religiös-konfessionelle Konfliktlinie. Demnach sollten beispielsweise Arbeiter für linke, sozialdemokratische Parteien stimmen, christlich-religiöse Bürger sollten demnach für christdemokratische Parteien stimmen. Das Wahlverhalten von Menschen, die sich in diesen gesellschaftlichen Konflikten nicht eindeutig einordnen lassen oder aus deren sozialer Lage einander widersprechende Empfehlungen folgen, ist nicht eindeutig prognostizierbar.
Der sozialpsychologische Ansatz geht auf eine Forschergruppe um Angus Campbell an der University of Michigan in Ann Arbor zurück (The American Voter). In seiner einfachsten Form führt der Ansatz Wahlverhalten zurück auf Kandidatenorientierungen, Streitfragenorientierungen (Issueorientierungen) sowie die Parteiidentifikation. Die Parteiidentifikation wird als langfristig stabil betrachtet und dient daher als stabilisierender Faktor, der vor allem konstantes Wahlverhalten erklären kann. Kandidaten- und Issueorientierungen sind hingegen kurzfristig variabel und können daher gut Veränderungen im Wahlverhalten erklären.
Der ökonomische Ansatz (auch Rational Choice-Ansatz) geht zurück auf die Arbeit An Economic Theory of Democracy von Anthony Downs, der mikroökonomische Konzepte auf die Analyse politischer Prozesse anwandte. Downs legt seiner Analyse einige kognitive und motivationale Annahmen zugrunde und geht unter anderem davon aus, dass Bürger mit der Wahlentscheidung ihren Nutzen zu maximieren suchen. In einem einfachen Zweiparteiensystem entscheiden sie sich daher für diejenige Partei, deren Wahlsieg und deren Regierungspolitik ihnen den größten Nutzen spendet. Diese Idee entfaltet Downs unter anderem weiter, indem er sie auf Mehrparteiensysteme anwendet und Probleme der Ungewissheit einführt. Eine wichtige Erkenntnis seiner Analyse besteht im sogenannten Wahlparadoxon. Es besteht darin, dass an Wahlen regelmäßig erhebliche Teile der Wahlberechtigten teilnehmen, obwohl die Wahlbeteiligung aus der mikroökonomischen Sicht jedes einzelnen irrational ist.

### Methoden
Folgende Methoden werden für Wahlforschung eingesetzt:
- Quantitative Methoden wie Befragungen von Wahlberechtigten (telefonisch, mündlich, online oder schriftlich)
- Qualitative Methoden wie Fokusgruppen, Tiefeninterviews
- Netzwerkanalysen
- Hochrechnungen
- Aggregatdatenanalysen
- Schätzungen auf Basis von Modellen

Am häufigsten werden quantitative, standardisierte Befragungen verwendet, da sie Aussagen über die gesamte Wählerschaft ermöglichen. Befragt wird eine repräsentative Auswahl (sample) der Gesamtwählerschaft. Die Auswertung der Daten erfolgt mit statistischen Methoden.
- Qualitative Methoden sind für das Testen von Argumentationslinien und Kommunikationsstrategien vor einer Wahl geeignet. In Fokusgruppen kann zum Beispiel die Akzeptanz einer Plakatlinie beziehungsweise eines Fernsehspots überprüft werden. Fokusgruppen ermöglichen es die Kommunikationsstrategie auf Zielgruppen abzustimmen.

- Netzwerkanalysen beleuchten die Kommunikationsnetzwerke bestimmter Zielgruppen. Sie können für die Steuerung der Kommunikation bei Wahlen eingesetzt werden. Oder sie untersuchen das Surfverhalten der Wähler innerhalb der üblichen Internetportale.[14]

- Hochrechnungen werden an Wahlabenden erstellt und häufig von TV-Stationen in Auftrag gegeben. Sie errechnen auf der Basis bereits ausgezählter Stimmkreise das voraussichtliche Endergebnis.

- Aggregatdatenanalysen verwenden tatsächliche Wahlergebnisse, anhand derer statistische Zusammenhänge analysiert werden. Ein Beispiel für die Anwendung von Aggregatdatenanalysen ist die Wählerstromanalyse.

### Kommerzielle Wahlforschung
Einige kommerzielle Meinungsforschungsinstitute betreiben neben der Marktforschung auch Wahlforschung. Die Auftraggeber dafür sind häufig Medien, Parteien, öffentliche Körperschaften oder Interessenvertretungen. Die ersten kommerziellen Umfrageinstitute in Deutschland waren das Institut für Demoskopie Allensbach, gegründet 1947, und das Deutsche Institut für Volksumfragen, das aus einer 1945 eingerichteten Abteilung der amerikanischen Militärverwaltung hervorging und mittlerweile nicht mehr existiert. Die Auftraggeber der veröffentlichten Wahlumfragen kommen meist aus den Medien. Neben Allensbach sind die Forschungsgruppe Wahlen (im Auftrag des ZDF) und Infratest dimap (für die ARD) aktiv. Früher auch Forsa (für RTL) und TNS-Emnid (für ProSiebenSat.1 Media).
In Österreich befassen sich das Institut für empirische Sozialforschung (IFES) und das SORA Institute for Social Research and Consulting im Auftrag des ORF mit der Wahlforschung. Wahlforschungsinstitute der Schweiz sind gfs.bern (für die SRG Medien) und Isopublic. International ist YouGov tätig.

## Zur Problematik der Beeinflussung des politischen Systems durch Wahlumfragen

### Wahlentscheidung und -beteiligung
In der Politikwissenschaft wird der Einfluss von Wahlumfragen sowohl auf die Wahlentscheidung, also die Entscheidung welche Partei gewählt wird, als auch auf die Wahlbeteiligung diskutiert. Von unterschiedlichen Wissenschaftlern wurden seit den 1950er Jahren Theorien formuliert, wie sich Wahlumfragen auf die Wahlentscheidung auswirken. Diese Theorien sind zum Teil widersprüchlich und konnten sich empirisch nur selten beweisen.
Theorien zur Wahlbeteiligung sind die Mobilisierungshypothese (Ein Kopf-an-Kopf-Rennen in Umfragen führe zu einer höheren Wahlbeteiligung) oder die Bequemlichkeitshypothese (Wenn der Wahlausgang als eindeutig angesehen wird, sinke die Wahlbeteiligung). Vermutete Einflüsse auf die Wahlentscheidung sind zum Beispiel der Mitläufereffekt (Anschluss an die Mehrheitsmeinung) und der Underdog-Effekt (Anschluss an die Minderheitsmeinung). Hinzu kommen Theorien zum taktischen Wählen wie der „Fallbeil-Effekt“, das „Leihstimmen“-Wählen und das Verhindern absoluter Mehrheiten.
Wegen ihres vermuteten Einflusses auf den Wahlausgang ist in verschiedenen europäischen Ländern (Frankreich, Italien, Portugal, Spanien, Ungarn) die Veröffentlichung von Umfrageergebnissen ein bis zwei Wochen vor der Wahl untersagt. In Deutschland existiert kein solches Verbot, da es mit der im Grundgesetz garantierten Informations- und Pressefreiheit nicht vereinbar wäre. Allerdings verzichten ARD und ZDF in einer freiwilligen Selbstbeschränkung eine Woche vor einer Wahl auf derartige Umfragen. Im Vorfeld der Bundestagswahl 2013 veröffentlichte das ZDF dennoch im Politbarometer aktuelle Umfragewerte.
Die Veröffentlichung von Ergebnissen von Wählerbefragungen nach der Stimmabgabe über den Inhalt der Wahlentscheidung ist in Deutschland vor Schließung der Wahllokale unzulässig (§ 32 Abs. 2 Bundeswahlgesetz) und kann als Ordnungswidrigkeit geahndet werden (§ 49a Bundeswahlgesetz). Ebenso wenig gibt es in Österreich ein Umfrageverbot, es dürfen vor dem Schließen der Wahllokale jedoch weder Wahltagsbefragungen noch Hochrechnungen veröffentlicht werden. In der Schweiz gibt es ebenso keine rechtlichen Regelungen; der Verband der Umfrageinstitute, VSMS, hält jedoch seine Mitglieder an, in den letzten 10 Tagen vor der Wahl keine neuen Umfragen zu publizieren, was auch vom Zeitungsverlegerverband empfohlen wird.
Im Vorfeld der Bundestagswahl 2005 bezeichnete der Philosoph Peter Sloterdijk die Demoskopie wegen ihrer Stellung in den Medien und dem Umfang der Berichterstattung als „außerparlamentarische Herrschaftsinstanz“, die eine „unlegitimierte[n] Meinungsdiktatur“ betreibe. Er forderte eine gesetzliche Beschränkung von Meinungsumfragen zu politischen Themen.

### Politische Entscheidungen
In der Politikwissenschaft und den Medien wird ein Einfluss der Wahl- und Politikforschung auf die politischen Entscheidungen diskutiert. Vermutet wird, dass sich die Entscheidungsträger bei einzelnen Entscheidungen weniger nach sachlichen Argumenten orientieren als nach der Mehrheitsmeinung, die sie von den Umfrageinstituten präsentiert bekommen. Die Entscheidungsträger sollen so versuchen, ihre Popularität und die Wahlchancen zu steigern. Ein empirischer Nachweis für diese These liegt nicht vor.

## Zur Fehlertoleranz

### Statistischer Fehler
Bei Umfragen kommt es zu einem Stichprobenfehler. Veränderungen von einer Umfrage zur nächsten innerhalb einer Fehlertoleranz gelten als nicht statistisch signifikant. Üblicherweise liegt die Fehlertoleranz je nach Methodik zwischen 2 und 4 Prozentpunkten. Die Fehlertoleranz bezieht sich auf die absoluten Prozentwerte, das heißt kleine Parteien haben relativ betrachtet einen höheren Unsicherheitsbereich. Beispiel: Liegt eine Partei in Umfragen bei 4 Prozent und beträgt die Fehlertoleranz 2,5 Prozent, dann liegt das tatsächliche Wahlergebnis wahrscheinlich zwischen 6,5 und 1,5 Prozent.

### Systematische Fehler
Nach Ansicht von Wahlforschern kommt es vor allem dann zu deutlichen Fehlprognosen, wenn ein großer Anteil der Wähler bis kurz vor der Wahl unentschlossen ist. Ein hoher Anteil an Wechselwählern kann Prognosen zusätzlich erschweren. Weitere Fehlerquellen liegen in strategischen Überlegungen der Wähler in letzter Minute, in methodischen Fehlern sowie in bewussten Falschangaben der Befragten (z. B. bei Wahlentscheidung für Parteien, die als weniger respektabel angesehen werden).
Der Politikwissenschaftler Hans Rattinger argumentierte, die Erfahrungen der Bundestagswahl 2005 zeigten, dass gerade die Unentschlossenen häufig bei Umfragen nur zulasten einer Partei gingen. Bei der Analyse von Umfrageergebnissen sei zu berücksichtigen, dass „einem bei Umfragen 90 bis 95 Prozent sagen, wie sie wählen“ ohne letztlich tatsächlich zu wählen, da die Wahlbeteiligung deutlich geringer sei. Dieses Phänomen sei statistisch nicht herauszurechnen. Tests zeigten zudem, dass bei Abfragen der Beliebtheit von Politikern häufig Sympathien gewichtet werden, ohne dass Befragte diese überhaupt kennen. „Wir haben Experimente gemacht mit Umfragen, in die wir Namen von Politikern eingebaut haben, die es gar nicht gibt – trotzdem finden oft 30 bis 40 Prozent der Befragten denjenigen zum Beispiel sympathisch“.
Bei der US-amerikanischen Präsidentschaftswahl von 1936 siegte Amtsinhaber Franklin D. Roosevelt mit einer großen Mehrheit vor seinem konservativen Herausforderer Alf Landon, obwohl das Magazin The Literary Digest einen gegenteiligen Wahlausgang vorhergesagt und dessen Prognose sich bei zurückliegenden Wahlen stets als zuverlässig erwiesen hatte. Zurückgeführt wurde dies darauf, dass die Gegner Roosevelts ein größeres Interesse am Wahlausgang hatten, als seine Anhänger und darum die schriftliche Anfrage des Magazins überproportional häufig beantworteten (siehe Non-response bias). Auch war übersehen worden, dass die Auswahl der Befragten sich überwiegend auf wohlhabende Anteile der Bevölkerung beschränkte.
1948 waren sich sogar sämtliche Umfrageinstitute ebenso wie Presse und alle relevanten Experten sicher, dass Thomas E. Dewey die Präsidentschaftswahl in den USA gewinnen würde, bei der letztlich der scheinbar chancenlose Amtsinhaber Harry Truman wiedergewählt wurde.

### Uneinheitliche Qualitätsanforderungen
Die kommerzielle Wahlforschung arbeitet hauptsächlich im Auftrag von Medien und Parteien. Diese Auftraggeber verfügen meist über geringere Methodenkompetenzen und Qualitätsansprüche als akademische Wahlforscher. Auch sind ihre Aufträge meist in kürzeren Fristen zu erledigen. Aufträge der akademischen Wahlforschung an die kommerziellen Institute sind seltener und meist weniger lukrativ, da sie eine intensivere Vorbereitung, höhere methodische Ansprüche und höhere Qualitätsanforderungen haben. Die Ansprüche der Wissenschaft liegen hier über denen des Tagesgeschäfts der Institute. Die in der akademischen Forschung üblichen Angaben über Erhebungszeitraum, Befragtenanzahl, Fragewortlaut etc. sind in medialen Veröffentlichungen seltener enthalten.